# Pałac w Dąbrowicy
Pałac w Dąbrowicy – zabytkowy pałac położony w północno-wschodniej części wsi Dąbrowica w województwie dolnośląskim.

## Historia
Dwór zbudowano prawdopodobnie już w drugiej połowie XV w., początkowo jako siedzibę dla zarządcy dóbr. Według źródeł panem na Dąbrownicy był Hans von Zedlitz w latach 1463-1486. W roku 1597 pałac wraz z wsią posiadał Nickel von Zedlitz, późniejszy właściciel Wojanowa i Maciejowej. Po jego śmierci w 1616 r. Dąbrowica przypadła rodzinie von Borowitz. Prawdopodobnie w tym czasie obiekt nie posiadał wyraźnych cech reprezentacji i służył celom administracyjno-gospodarczym. Dzieje dąbrowickiego majątku są w źródłach lepiej uchwytne dopiero od wieku XVIII. Kolejnymi właścicielami były rodziny: von Carwarth do 1723 roku, von Frankenberg do 1747 roku i od 1750 aż do roku 1817 rodzina von Buchs. 
Barokowy pałac wzniesiono w 1751 r. Świadczyła o tym data na zachowanym do niedawna portalu. W XIX w. kolejnymi właścicielami pałacu były rodziny von Rothkirch od roku 1817, von Decker od 1859 r., a od 1917 r. rodzina von Mitscher. Przebudowy starego dworu w modnym stylu neogotyku tudorowskiego dokonano w 1835 r. na zlecenie rodziny von Rosen. Obiekt został dostosowany do pełnienia nowej funkcji letniego pałacyku, podobnie jak wcześniej uczyniono to w przypadku innych rezydencji będących pod wpływem rodziny króla Prus. W latach 90 pałac przejęła miejscowa rodzina i z przerwami prowadzi odbudowę. Odbudowana część pełni funkcję mieszkalną.

## Opis obiektu
Budowla nosiła cechy architektury neogotyckiej i eklektycznej. Bryła wznosiła się do wysokości trzech kondygnacji. Na osi  częściowo zachowany portyk wejściowy z tarasem na górze, a po bokach czworokątna wieża i czworokątna przypora naśladująca wieżyczkę.Obecnie najlepiej zachowała się tylko fragmentarycznie elewacja południowo-wschodnia z pięciokondygnacyjną wieżą, na której znajdował się kartusz z dwoma herbami,  zwieńczoną krenelażem i czterema narożnymi wieżyczkami oraz wspomniany wyżej portal.

## Bibliografia

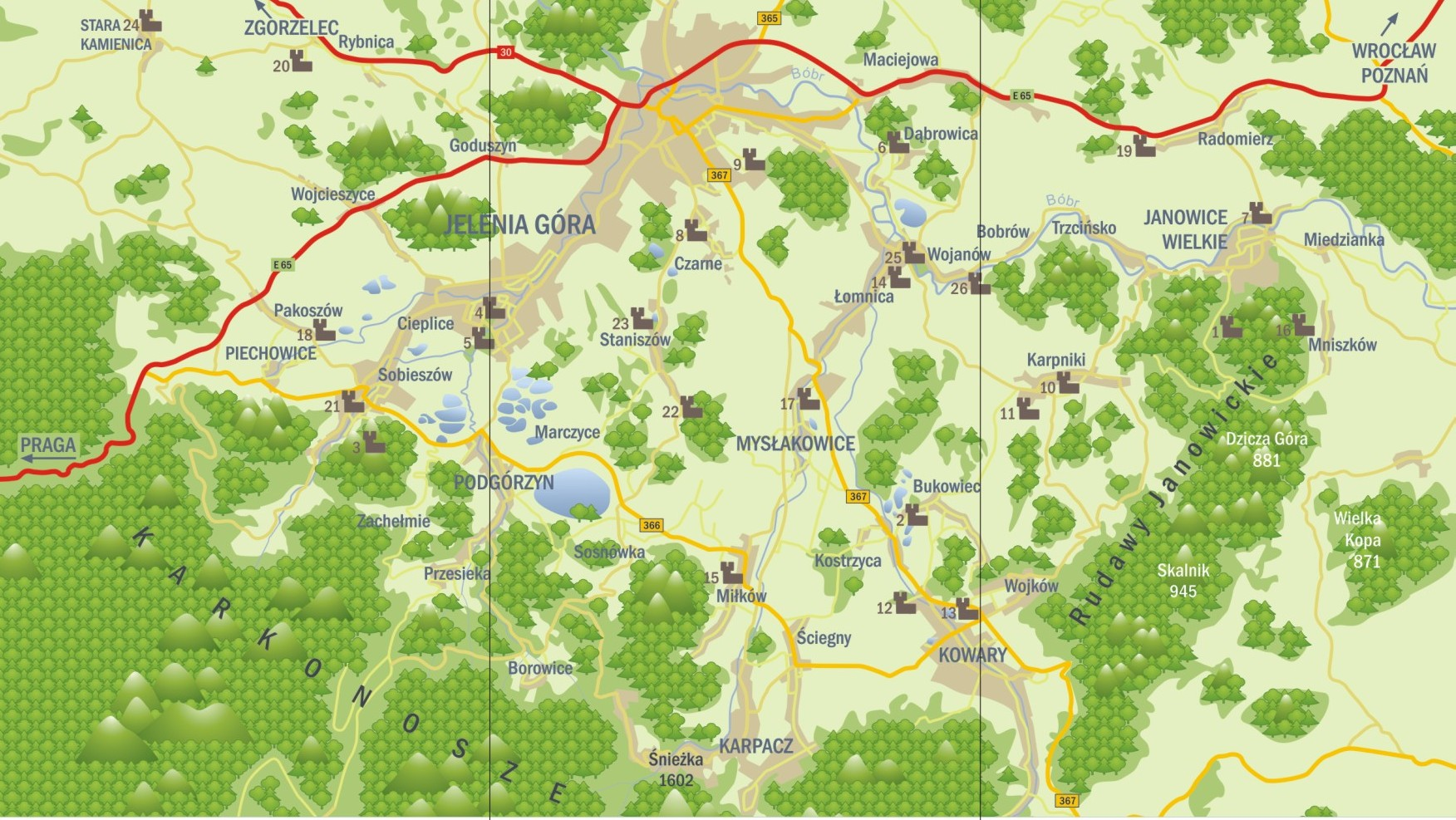
Dolina Pałaców i Ogrodów-mapa

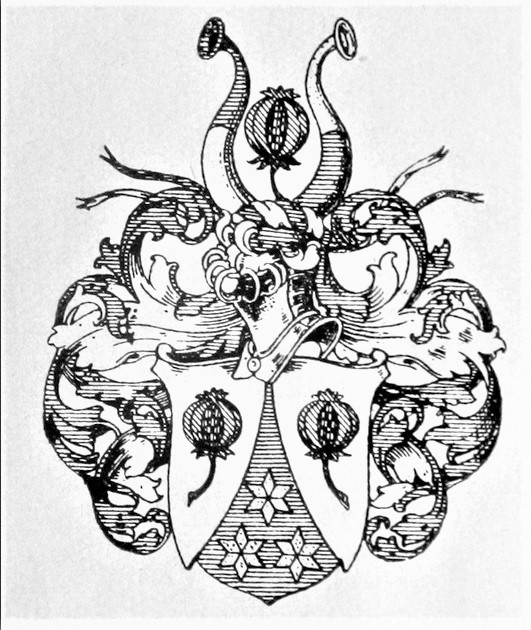
Herb rodziny von Buchs, właścicieli pałacu w l. 1750-1817 na niezachowanym barokowym portalu po stronie płn.-zach. (tył)